# Лазанья

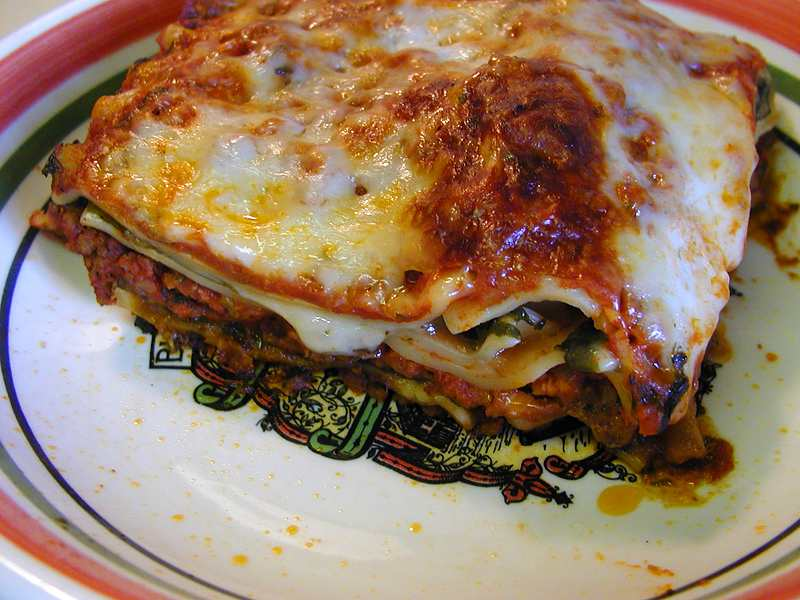
Лазанья

Лаза́нья (італ. lasagne) — традиційна страва італійської кухні, приготована з шарів тіста (листів лазаньї) разом із шарами начинки, залитими соусом (зазвичай бешамель). Шари начинки можуть бути з м'ясного рагу або фаршу, помідорів, шпинату, інших овочів, сиру пармезан тощо.

## Історія
Вперше лазанью почали пекти в Емілії-Романії, але згодом ця страва набула популярності і не тільки в Італії, але й в усьому світі. Перші лазаньї готувалися в печі у спеціальних пательнях без ручки, куди клали певну кількість шарів тонкого тіста, що чергувався з рагу і сиром «пармезан». В Лігурії в традиційну лазанью разом з рагу стали додавати також соуси і песто. Іноді тісто для лазаньї фарбували у яскраво-зелені барви, додаючи розтертий шпинат.
В XVI столітті рецепт лазаньї був запозичений і по-своєму трансформований польською кухнею, завдяки чому з'явилися лазанки.

## Етимологія
Слово «лазанья» спочатку означало каструлю для приготування їжі. Хоча страва, як вважають, виникла в Італії, саме слово «lasagna» походить від грецького «lasana» або «lasanon», що означає «гарячі пластини» або «виставляти на горщик», «нічний горщик». Слово пізніше було запозичене римлянами як «lasanum», що означає «казан для приготування їжі». Згодом італійці використовували це слово, щоб описати страву, яка зараз відома як лазанья. Згідно з іншою теорією, слово прийшло зі Стародавньої Греції (laganon), проте в сучасній Греції лаганою називають не макаронні вироби, а різновид прісного хліба, схожого більше на італійську фокаччу, аніж на пасту.

## Особливості тіста
Тісто для лазаньї готується з того ж борошна (а точніше — семоліни, манної крупи), що й на макаронні вироби. Це борошно готують винятково з твердих сортів пшениці.
Шари тіста виготовляються як і макаронні вироби і доступні у вигляді сухих листів тіста.

## Сучасна кухня
Сучасна лазанья готується, як правило, з 6 шарів тіста, при цьому на кожен шар тіста кладуть м'ясний фарш, гриби, овочі, а зверху — тертий сир і кілька шматочків масла. Для лазаньї італійці частіше всього використовують такі сорти сиру, як рикота і моцарела. Пармезан обов'язковий лише для класичної лазаньї болоньєзе, і ніякий інший вид сиру в даній страві використати неможливо. Далі запікають у духовці.